# M120 Rak (mortero autopropulsado)

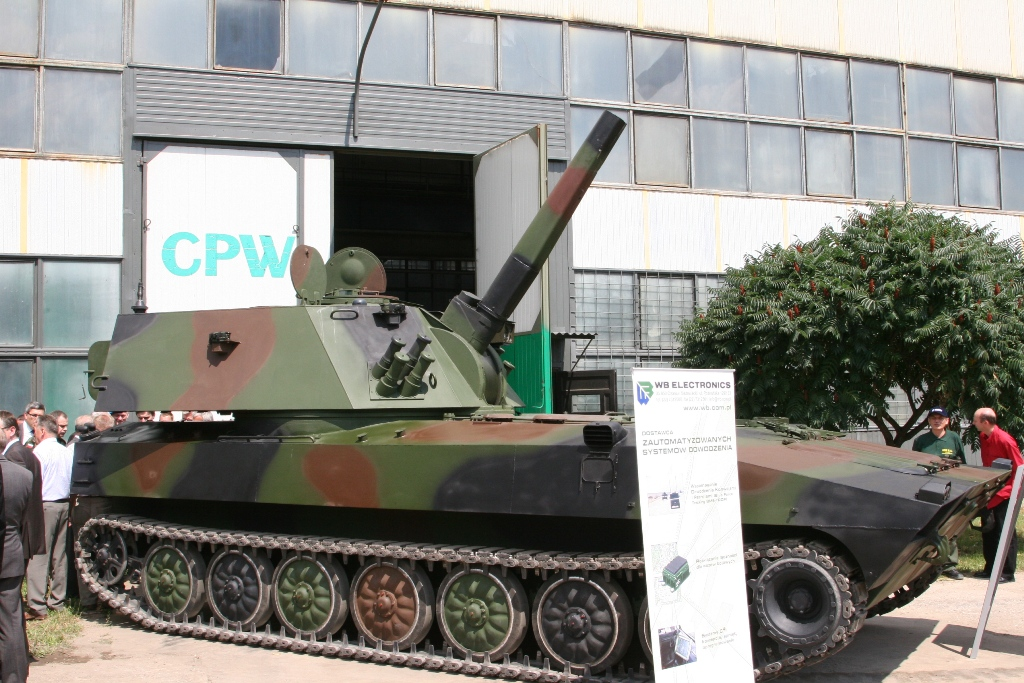
Prototipo M120G Rak

El M120 Rak es un cañón autopropulsado equipado con un mortero de 120 mm cargado automáticamente montado en un chasis con orugas (SMG 120 / M120G) y con ruedas (SMK 120 / M120K), diseñado por Huta Stalowa Wola (HSW).
Se produce en Polonia y es utilizado por las fuerzas terrestres polacas. La producción en serie y la primera entrega comenzaron en 2017.

## Historia
El trabajo en el mortero Rak comenzó en 2006, los primeros prototipos se presentaron en 2009. Se perfecciona y mejora constantemente. Diseñado inicialmente por HSW, luego con cofinanciamiento del Ministerio de Ciencia y Educación Superior. La mayoría de los elementos de mortero se producen en Polonia. HSW ha recibido varias patentes para la construcción de soluciones de mortero individuales.
En abril de 2016, con el consorcio de HSW y ROSOMAK S.A., se firmó un contrato para el suministro de ocho sistemas KMO Rak (64 morteros M120K y 32 vehículos de mando de artillería (AWD)) en 2017-2019. En octubre de 2019, se firmó otro contrato para el suministro de dos sistemas KMO Rak (18 morteros M120K y 8 AWD) y dos morteros para entrenamiento en el Centrum Szkolenia Artylerii i Uzbrojenia (Centro de entrenamiento de artillería y armamento) en Toruń. En mayo de 2020, la Inspektorat Uzbrojenia (Inspección de Armamento) firmó un contrato con el consorcio para la entrega de otros 5 sistemas KMO Rak (40 morteros RAK y 20 AWD).

## Descripción
El mortero Rak se puede construir sobre una variedad de chasis. Las orugas se basan en el chasis de orugas HSW ligero, mientras que las de ruedas se basan en el Rosomak APC. En 2013, como parte de la exposición MSPO, el fabricante presentó la implementación del mortero en el chasis del vehículo de combate de infantería alemán Marder. El conjunto de fuego de los morteros autopropulsados de 120 mm, Rak, consta de ocho cañones, que se utilizan para lanzar granadas de mortero a distancia. Es capaz de realizar tiros precisos a distancias de 8 a 12 km. Además de las granadas estándar, puede disparar proyectiles con una carga de CALOR, combatiendo vehículos blindados, como vehículos de combate, humo y munición de encendido. El tiempo de pasar de la posición de marcha a la posición de combate es de 30 segundos (máximo). La posición de disparo se puede dejar dentro de los 15 segundos posteriores al disparo de la última granada.
El sistema completo de mortero Rak, además de este último, incluye vehículos de acompañamiento: vehículos de mando de artillería (AWD), vehículos de reconocimiento, vehículos de apoyo técnico y logístico (vehículos de munición) y vehículos de reparación de armamento (AWRU). El vehículo está equipado con un sistema de control de incendios digital, que incluye una cámara térmica y un telémetro láser, para que pueda funcionar eficazmente durante el día y la noche. Los datos pueden, entre otros, extraerse del vehículo aéreo no tripulado FlyEye. El mortero Rak puede disparar de forma remota como un arma no tripulada, utilizando comandos y datos transmitidos electrónicamente a la computadora del vehículo. Inicialmente, hasta la implementación de municiones modernas con un alcance de 10,000 m, los morteros Rak polacos utilizan granadas antiguas OF843B para morteros remolcados, modernizadas con accesorios especiales, con un peso de 16.02 kg y un alcance de 6,900 m, destinadas a entrenamiento.

## Dato técnico y táctico[10]
- Calibre: 120 mm
- Número de tubos:  1
- Stock de munición: 46 piezas[8]
- Rango máximo: 12,000 m
- Tiempo que le toma estar listo para abrir fuego: 30 s
- Tiempo para dejar la posición disparo: 15 s